# Бернхард III (Золмс-Браунфелс)
Бернхард III фон Золмс-Браунфелс (на немски: Bernhard III von Solms-Braunfels; * 1 август 1468; † 3 март 1547 в манастир Алтенберг) е граф на Золмс-Браунфелс, господар на Мюнценберг, императорски съветник.

## Произход
Той е син на граф Ото II фон Золмс-Браунфелс (1426 – 1504) и съпругата му графиня Анна фон Насау-Висбаден (ок. 1440 – 1480), дъщеря на граф Йохан II фон Насау-Висбаден-Идщайн (1419 – 1480) и графиня Мария фон Насау-Диленбург (1418 – 1472).
 По бащина линия е внук на граф Бернхард II фон Золмс-Браунфелс (ок. 1400 – 1459) и Елизабет фон Изенбург-Бюдинген (ок. 1405 – 1451). Сестра му Елизабет фон Золмс-Браунфелс (1469 – 1540) е омъжена за граф Волфганг I фон Фюрстенберг (1465 – 1509).

## Фамилия
Бернхард III се жени на 4 ноември 1492 г. за графиня Маргарета фон Хенеберг-Шлойзинген (* ок. 1475 † 20 февруари 1510 в манастир Алтенберг), дъщеря на граф Вилхелм III фон Хенеберг-Шлойзинген (1434 – 1482) и принцеса Маргарета фон Брауншвайг-Волфенбютел (1451 – 1509), дъщеря на херцог Хайнрих II фон Брауншвайг-Люнебург (1411 – 1473) и принцеса Хелена фон Клеве (1423 – 1471). Те имат децата:
- Филип фон Золмс-Браунфелс (1494 – 1581), женен за графиня Анна фон Текленбург (ок. 1510 – 1554), дъщеря на Ото VIII фон Текленбург
- Филип Христоф (1495 – 1515)
- Анна (1496)
- Маргарета (1497 – 1500)
- Филип (1500)
- Вилхелм (1501 – 1542), женен
- Катарина (1501 – 1518)
- Ото (ок. 1500 – 1536), женен
- Волфганг (1506 – 1555)
- Агата
- Елизабет (1507 – 1507)
- Христоф (1508 – 1528)